# Lista över fotbollsövergångar i Allsvenskan 2021
Detta är en lista över fotbollsövergångar i Allsvenskan i Sverige säsongen 2021.
OBS: Spelare som återvänt efter utlåningar till formella samarbetsklubbar (Hammarby IF-IK Frej, IFK Norrköping-IF Sylvia, Kalmar FF-Oskarshamns AIK, Varbergs GoIF-Varbergs GIF, Varbergs BoIS-Tvååkers IF, Örebro SK-IF Karlslund och Örebro SK-BK Forward) är inte medräknade, då spelarna i flera fall varit tillgängliga för spel i båda klubbarna.

## Allsvenskan

### AIK

#### Vinterövergångar 2020/2021
| Nr | Land    | Pos | Namn                                                   |
| -- | ------- | --- | ------------------------------------------------------ |
| 6  | Sverige | F   | Jetmir Haliti (från Jönköpings Södra IF)               |
| 19 | Finland | MF  | Saku Ylätupa (Återvänder efter lån från IFK Mariehamn) |

| Nr | Land    | Pos | Namn                                                   |
| -- | ------- | --- | ------------------------------------------------------ |
| 6  | Sverige | F   | Jetmir Haliti (från Jönköpings Södra IF)               |
| 19 | Finland | MF  | Saku Ylätupa (Återvänder efter lån från IFK Mariehamn) |

| Nr | Land     | Pos | Namn                                      |
| -- | -------- | --- | ----------------------------------------- |
| 24 | Sverige  | F   | Heradi Rashidi (till Ararat-Armenia)      |
| 6  | Sverige  | MF  | Panajotis Dimitriadis (till Akropolis IF) |
| 20 | Sverige  | F   | Rasmus Lindkvist (Klubb ej klar)          |
| 9  | Island   | A   | Kolbeinn Sigthorsson (till IFK Göteborg)  |
| 16 | Sverige  | A   | Daniel Mushitu (Klubb ej klar)            |
| 8  | Ghana    | MF  | Enoch Kofi Adu (Klubb ej klar)            |
| 35 | Sverige  | MV  | Samuel Brolin (Utlånad till Mjällby AIF)  |
| 2  | Norge    | F   | Daniel Granli (till Ålborg)               |
| 28 | Tunisien | F   | Adam Ben Lamin (till Jönköpings Södra IF) |
| 14 | Sverige  | A   | Paulos Abraham (Utlånad till Groningen)   |
| 15 | Sverige  | F   | Robert Lundström (Klubb ej klar)          |

| Nr | Land     | Pos | Namn                                      |
| -- | -------- | --- | ----------------------------------------- |
| 24 | Sverige  | F   | Heradi Rashidi (till Ararat-Armenia)      |
| 6  | Sverige  | MF  | Panajotis Dimitriadis (till Akropolis IF) |
| 20 | Sverige  | F   | Rasmus Lindkvist (Klubb ej klar)          |
| 9  | Island   | A   | Kolbeinn Sigthorsson (till IFK Göteborg)  |
| 16 | Sverige  | A   | Daniel Mushitu (Klubb ej klar)            |
| 8  | Ghana    | MF  | Enoch Kofi Adu (Klubb ej klar)            |
| 35 | Sverige  | MV  | Samuel Brolin (Utlånad till Mjällby AIF)  |
| 2  | Norge    | F   | Daniel Granli (till Ålborg)               |
| 28 | Tunisien | F   | Adam Ben Lamin (till Jönköpings Södra IF) |
| 14 | Sverige  | A   | Paulos Abraham (Utlånad till Groningen)   |
| 15 | Sverige  | F   | Robert Lundström (Klubb ej klar)          |

#### Sommarövergångar 2021
| Nr | Land | Pos | Namn |
| -- | ---- | --- | ---- |

| Nr | Land | Pos | Namn |
| -- | ---- | --- | ---- |

| Nr | Land    | Pos | Namn                            |
| -- | ------- | --- | ------------------------------- |
| 14 | Sverige | A   | Paulos Abraham (till Groningen) |

| Nr | Land    | Pos | Namn                            |
| -- | ------- | --- | ------------------------------- |
| 14 | Sverige | A   | Paulos Abraham (till Groningen) |

### BK Häcken

#### Vinterövergångar 2020/2021
| Nr | Land            | Pos | Namn                                              |
| -- | --------------- | --- | ------------------------------------------------- |
| -  | Island          | F   | Valgeir Lunddal Friðriksson (från Valur)          |
| -  | Elfenbenskusten | MF  | Bénie Traore (från ASEC Mimosas)                  |
| -  | Elfenbenskusten | F   | Yannick Adjoumani (Inlånad från ASEC Mimosas)     |
| -  | Sverige         | A   | Alexander Jeremejeff (från Dynamo Dresden)        |
| -  | Sverige         | F   | Martin Olsson (från Helsingborgs IF)              |
| -  | Sverige         | MF  | Samir Maarouf (Uppflyttad från U19-laget)         |
| -  | Sverige         | MF  | Ture Widestrand (Uppflyttad från U19-laget)       |
| -  | Sverige         | MF  | William Milovanovic (Uppflyttad från U19-laget)   |
| -  | Sverige         | A   | Leonardo Farah Shahin (Uppflyttad från U19-laget) |

| Nr | Land            | Pos | Namn                                              |
| -- | --------------- | --- | ------------------------------------------------- |
| -  | Island          | F   | Valgeir Lunddal Friðriksson (från Valur)          |
| -  | Elfenbenskusten | MF  | Bénie Traore (från ASEC Mimosas)                  |
| -  | Elfenbenskusten | F   | Yannick Adjoumani (Inlånad från ASEC Mimosas)     |
| -  | Sverige         | A   | Alexander Jeremejeff (från Dynamo Dresden)        |
| -  | Sverige         | F   | Martin Olsson (från Helsingborgs IF)              |
| -  | Sverige         | MF  | Samir Maarouf (Uppflyttad från U19-laget)         |
| -  | Sverige         | MF  | Ture Widestrand (Uppflyttad från U19-laget)       |
| -  | Sverige         | MF  | William Milovanovic (Uppflyttad från U19-laget)   |
| -  | Sverige         | A   | Leonardo Farah Shahin (Uppflyttad från U19-laget) |

| Nr | Land    | Pos | Namn                                       |
| -- | ------- | --- | ------------------------------------------ |
| 12 | Sverige | F   | Jakob Hedenquist (till Utsiktens BK)       |
| 11 | Sverige | A   | Viktor Lundberg (Klubb ej klar)            |
| 18 | Sverige | MF  | Kevin Yakob (till IFK Göteborg)            |
| 13 | Serbien | F   | Nikola Gulan (Klubb ej klar)               |
| 9  | Sverige | A   | Gustaf Nilsson (till Wehen Wiesbaden)      |
| 28 | Sverige | F   | Adam Andersson (till Rosenborg)            |
| 7  | Irak    | MF  | Ahmed Yasin (till Denizlispor)             |
| 15 | Norge   | A   | Alexander Söderlund (till Çaykur Rizespor) |
| 25 | Sverige | F   | Aiham Ousou (Utlånad till Gais)            |

| Nr | Land    | Pos | Namn                                       |
| -- | ------- | --- | ------------------------------------------ |
| 12 | Sverige | F   | Jakob Hedenquist (till Utsiktens BK)       |
| 11 | Sverige | A   | Viktor Lundberg (Klubb ej klar)            |
| 18 | Sverige | MF  | Kevin Yakob (till IFK Göteborg)            |
| 13 | Serbien | F   | Nikola Gulan (Klubb ej klar)               |
| 9  | Sverige | A   | Gustaf Nilsson (till Wehen Wiesbaden)      |
| 28 | Sverige | F   | Adam Andersson (till Rosenborg)            |
| 7  | Irak    | MF  | Ahmed Yasin (till Denizlispor)             |
| 15 | Norge   | A   | Alexander Söderlund (till Çaykur Rizespor) |
| 25 | Sverige | F   | Aiham Ousou (Utlånad till Gais)            |

#### Sommarövergångar 2021
| Nr | Land | Pos | Namn |
| -- | ---- | --- | ---- |

| Nr | Land | Pos | Namn |
| -- | ---- | --- | ---- |

| Nr | Land | Pos | Namn |
| -- | ---- | --- | ---- |

| Nr | Land | Pos | Namn |
| -- | ---- | --- | ---- |

### Degerfors IF

#### Vinterövergångar 2020/2021
| Nr | Land    | Pos | Namn                                  |
| -- | ------- | --- | ------------------------------------- |
|    | Sverige | MF  | Adhavan Rajamohan (från Akropolis IF) |
|    | Sverige | MF  | Nicklas Maripuu (från Akropolis IF)   |
|    | Sverige | A   | Sargon Abraham (från IFK Göteborg)    |
|    | Sverige | F   | Anton Kralj (från Sandefjord)         |

| Nr | Land    | Pos | Namn                                  |
| -- | ------- | --- | ------------------------------------- |
|    | Sverige | MF  | Adhavan Rajamohan (från Akropolis IF) |
|    | Sverige | MF  | Nicklas Maripuu (från Akropolis IF)   |
|    | Sverige | A   | Sargon Abraham (från IFK Göteborg)    |
|    | Sverige | F   | Anton Kralj (från Sandefjord)         |

| Nr | Land    | Pos | Namn                                              |
| -- | ------- | --- | ------------------------------------------------- |
| 6  | Sverige | MF  | Jacob Ortmark (till IK Sirius)                    |
| 23 | Sverige | MF  | Emil Portén (Klubb ej klar)                       |
| 13 | Sverige | F   | Linus Olsson (till Åtvidabergs FF)                |
| 15 | Sverige | F   | Axel Lindahl (till Bodö/Glimt)                    |
| 18 | Sverige | MF  | Erik Grandelius (Utlånad till Åtvidabergs FF)     |
| 24 | Sverige | A   | José Segura Bonilla (Utlånad till Åtvidabergs FF) |

| Nr | Land    | Pos | Namn                                              |
| -- | ------- | --- | ------------------------------------------------- |
| 6  | Sverige | MF  | Jacob Ortmark (till IK Sirius)                    |
| 23 | Sverige | MF  | Emil Portén (Klubb ej klar)                       |
| 13 | Sverige | F   | Linus Olsson (till Åtvidabergs FF)                |
| 15 | Sverige | F   | Axel Lindahl (till Bodö/Glimt)                    |
| 18 | Sverige | MF  | Erik Grandelius (Utlånad till Åtvidabergs FF)     |
| 24 | Sverige | A   | José Segura Bonilla (Utlånad till Åtvidabergs FF) |

#### Sommarövergångar 2021
| Nr | Land | Pos | Namn |
| -- | ---- | --- | ---- |

| Nr | Land | Pos | Namn |
| -- | ---- | --- | ---- |

| Nr | Land | Pos | Namn |
| -- | ---- | --- | ---- |

| Nr | Land | Pos | Namn |
| -- | ---- | --- | ---- |

### Djurgårdens IF

#### Vinterövergångar 2020/2021
| Nr | Land     | Pos | Namn                                                          |
| -- | -------- | --- | ------------------------------------------------------------- |
| 8  | Sverige  | MF  | Elias Andersson (från IK Sirius)                              |
| 6  | Finland  | MF  | Rasmus Schüller (från HJK Helsingfors)                        |
| 18 | Sverige  | F   | Isak Hien (från Vasalunds IF)                                 |
| 12 | Norge    | F   | Leo Cornic (från Grorud)                                      |
| -  | Sverige  | F   | Axel Wallenborg (från IF Brommapojkarna)                      |
| 3  | Sverige  | F   | Hjalmar Ekdal (från Hammarby IF)                              |
| 11 | Albanien | MF  | Albion Ademi (från IFK Mariehamn)                             |
| 7  | Sverige  | MF  | Dzenis Kozica (Återvänder efter lån från Jönköpings Södra IF) |
| -  | Sverige  | MF  | Hampus Finndell (Återvänder efter lån från Dalkurd FF)        |

| Nr | Land     | Pos | Namn                                                          |
| -- | -------- | --- | ------------------------------------------------------------- |
| 8  | Sverige  | MF  | Elias Andersson (från IK Sirius)                              |
| 6  | Finland  | MF  | Rasmus Schüller (från HJK Helsingfors)                        |
| 18 | Sverige  | F   | Isak Hien (från Vasalunds IF)                                 |
| 12 | Norge    | F   | Leo Cornic (från Grorud)                                      |
| -  | Sverige  | F   | Axel Wallenborg (från IF Brommapojkarna)                      |
| 3  | Sverige  | F   | Hjalmar Ekdal (från Hammarby IF)                              |
| 11 | Albanien | MF  | Albion Ademi (från IFK Mariehamn)                             |
| 7  | Sverige  | MF  | Dzenis Kozica (Återvänder efter lån från Jönköpings Södra IF) |
| -  | Sverige  | MF  | Hampus Finndell (Återvänder efter lån från Dalkurd FF)        |

| Nr | Land    | Pos | Namn                                               |
| -- | ------- | --- | -------------------------------------------------- |
| 8  | Sverige | MF  | Kevin Walker (till Örebro SK)                      |
| 28 | Sverige | F   | Alexander Abrahamsson (Klubb ej klar)              |
| 35 | Norge   | MV  | Erland Tangvik (till Ranheim)                      |
| 23 | Norge   | MF  | Fredrik Ulvestad (till Qingdao)                    |
| 11 | Sverige | MF  | Jonathan Ring (Klubb ej klar)                      |
| 29 | Sverige | A   | Oscar Pettersson (till Akropolis IF)               |
| 6  | Sverige | MF  | Jesper Karlström (till Lech Poznan)                |
| 15 | Sverige | F   | Jonathan Augustinsson (till Rosenborg)             |
| 12 | Norge   | MV  | Per Kristian Bråtveit (Utlånad till Groningen)     |
| -  | Sverige | F   | Johan Andersson (till GAIS)                        |
| -  | Sverige | A   | Adam Bergmark Wiberg (Utlånad till Falkenbergs FF) |

| Nr | Land    | Pos | Namn                                               |
| -- | ------- | --- | -------------------------------------------------- |
| 8  | Sverige | MF  | Kevin Walker (till Örebro SK)                      |
| 28 | Sverige | F   | Alexander Abrahamsson (Klubb ej klar)              |
| 35 | Norge   | MV  | Erland Tangvik (till Ranheim)                      |
| 23 | Norge   | MF  | Fredrik Ulvestad (till Qingdao)                    |
| 11 | Sverige | MF  | Jonathan Ring (Klubb ej klar)                      |
| 29 | Sverige | A   | Oscar Pettersson (till Akropolis IF)               |
| 6  | Sverige | MF  | Jesper Karlström (till Lech Poznan)                |
| 15 | Sverige | F   | Jonathan Augustinsson (till Rosenborg)             |
| 12 | Norge   | MV  | Per Kristian Bråtveit (Utlånad till Groningen)     |
| -  | Sverige | F   | Johan Andersson (till GAIS)                        |
| -  | Sverige | A   | Adam Bergmark Wiberg (Utlånad till Falkenbergs FF) |

#### Sommarövergångar 2021
| Nr | Land | Pos | Namn |
| -- | ---- | --- | ---- |

| Nr | Land | Pos | Namn |
| -- | ---- | --- | ---- |

| Nr | Land | Pos | Namn |
| -- | ---- | --- | ---- |

| Nr | Land | Pos | Namn |
| -- | ---- | --- | ---- |

### Halmstads BK

#### Vinterövergångar 2020/2021
| Nr | Land | Pos | Namn |
| -- | ---- | --- | ---- |

| Nr | Land | Pos | Namn |
| -- | ---- | --- | ---- |

| Nr | Land    | Pos | Namn                                        |
| -- | ------- | --- | ------------------------------------------- |
| 5  | Sverige | F   | Andreas Hadenius (Klubb ej klar)            |
| 16 | Sverige | MF  | Isac Harrysson (Klubb ej klar)              |
| 28 | Sverige | F   | Jacob Olsson (till Ängelholms FF)           |
| 25 | Sverige | F   | Gabriel Wallentin (Utlånad till Skövde AIK) |
| 24 | Sverige | A   | Oliver Hintsa (till Falkenbergs FF)         |

| Nr | Land    | Pos | Namn                                        |
| -- | ------- | --- | ------------------------------------------- |
| 5  | Sverige | F   | Andreas Hadenius (Klubb ej klar)            |
| 16 | Sverige | MF  | Isac Harrysson (Klubb ej klar)              |
| 28 | Sverige | F   | Jacob Olsson (till Ängelholms FF)           |
| 25 | Sverige | F   | Gabriel Wallentin (Utlånad till Skövde AIK) |
| 24 | Sverige | A   | Oliver Hintsa (till Falkenbergs FF)         |

#### Sommarövergångar 2021
| Nr | Land | Pos | Namn |
| -- | ---- | --- | ---- |

| Nr | Land | Pos | Namn |
| -- | ---- | --- | ---- |

| Nr | Land | Pos | Namn |
| -- | ---- | --- | ---- |

| Nr | Land | Pos | Namn |
| -- | ---- | --- | ---- |

### Hammarby IF

#### Vinterövergångar 2020/2021
| Nr | Land       | Pos | Namn                                                              |
| -- | ---------- | --- | ----------------------------------------------------------------- |
| -  | Sverige    | A   | Astrit Selmani (från Varbergs BoIS)                               |
| -  | Island     | F   | Jon Gudni Fjoluson (från Brann)                                   |
| -  | Nigeria    | MF  | David Akpan Ankeye (Inlånad från Sido Academy)                    |
| -  | Nigeria    | A   | Miekam Womene Zuokemefa (Inlånad från Aweskim Football Academy)   |
| -  | Nigeria    | MF  | Olatomi Alfred Olaniyan (Inlånad från Sido Academy)               |
| -  | Nigeria    | MF  | Oluwatobi Samson Abimbola (Inlånad från Aweskim Football Academy) |
| -  | Ghana      | A   | David Accam (Inlånad från Nashville SC)                           |
| -  | Sverige    | MF  | Mayckel Lahdo (Uppflyttad från U19-laget)                         |
| -  | Ghana      | MF  | Abdul Halik Hudu (Återvänder efter lån från GIF Sundsvall)        |
| 28 | Brasilien  | F   | Jean Carlos de Brito (Återvänder efter lån från TPS Åbo)          |
| 11 | Montenegro | MF  | Vladimir Rodić (Återvänder efter lån från Odd)                    |

| Nr | Land       | Pos | Namn                                                              |
| -- | ---------- | --- | ----------------------------------------------------------------- |
| -  | Sverige    | A   | Astrit Selmani (från Varbergs BoIS)                               |
| -  | Island     | F   | Jon Gudni Fjoluson (från Brann)                                   |
| -  | Nigeria    | MF  | David Akpan Ankeye (Inlånad från Sido Academy)                    |
| -  | Nigeria    | A   | Miekam Womene Zuokemefa (Inlånad från Aweskim Football Academy)   |
| -  | Nigeria    | MF  | Olatomi Alfred Olaniyan (Inlånad från Sido Academy)               |
| -  | Nigeria    | MF  | Oluwatobi Samson Abimbola (Inlånad från Aweskim Football Academy) |
| -  | Ghana      | A   | David Accam (Inlånad från Nashville SC)                           |
| -  | Sverige    | MF  | Mayckel Lahdo (Uppflyttad från U19-laget)                         |
| -  | Ghana      | MF  | Abdul Halik Hudu (Återvänder efter lån från GIF Sundsvall)        |
| 28 | Brasilien  | F   | Jean Carlos de Brito (Återvänder efter lån från TPS Åbo)          |
| 11 | Montenegro | MF  | Vladimir Rodić (Återvänder efter lån från Odd)                    |

| Nr | Land    | Pos | Namn                                            |
| -- | ------- | --- | ----------------------------------------------- |
| 23 | USA     | A   | Aron Jóhannsson (Klubb ej klar)                 |
| 19 | Gabon   | MF  | Serge-Junior Martinsson Ngouali (Klubb ej klar) |
| -  | USA     | MV  | Benjamin Machini (till Sollentuna FK)           |
| 21 | Sverige | F   | Oscar Krusnell (till IF Brommapojkarna)         |
| 15 | Sverige | F   | Hjalmar Ekdal (till Djurgårdens IF)             |
| -  | Sverige | MF  | André Alsanati (till AFC Eskilstuna)            |
| 26 | Sverige | F   | Kalle Björklund (Utlånad till Falkenbergs FF)   |
| 14 | Sverige | MF  | Tim Söderström (till Marítimo)                  |

| Nr | Land    | Pos | Namn                                            |
| -- | ------- | --- | ----------------------------------------------- |
| 23 | USA     | A   | Aron Jóhannsson (Klubb ej klar)                 |
| 19 | Gabon   | MF  | Serge-Junior Martinsson Ngouali (Klubb ej klar) |
| -  | USA     | MV  | Benjamin Machini (till Sollentuna FK)           |
| 21 | Sverige | F   | Oscar Krusnell (till IF Brommapojkarna)         |
| 15 | Sverige | F   | Hjalmar Ekdal (till Djurgårdens IF)             |
| -  | Sverige | MF  | André Alsanati (till AFC Eskilstuna)            |
| 26 | Sverige | F   | Kalle Björklund (Utlånad till Falkenbergs FF)   |
| 14 | Sverige | MF  | Tim Söderström (till Marítimo)                  |

#### Sommarövergångar 2021
| Nr | Land | Pos | Namn |
| -- | ---- | --- | ---- |

| Nr | Land | Pos | Namn |
| -- | ---- | --- | ---- |

| Nr | Land | Pos | Namn |
| -- | ---- | --- | ---- |

| Nr | Land | Pos | Namn |
| -- | ---- | --- | ---- |

### IF Elfsborg

#### Vinterövergångar 2020/2021
| Nr | Land    | Pos | Namn                                                   |
| -- | ------- | --- | ------------------------------------------------------ |
| -  | Sverige | A   | Ahmed Qasem (från Motala AIF)                          |
| -  | Danmark | MF  | André Römer (från Randers)                             |
| -  | Sverige | A   | Jack Cooper Love (Uppflyttad från U19-laget)           |
| -  | Sverige | MF  | Kevin Holmén (Uppflyttad från U19-laget)               |
| -  | Sverige | MF  | Noah Söderberg (Uppflyttad från U19-laget)             |
| -  | Sverige | F   | Oliver Zandén (Uppflyttad från U19-laget)              |
| 30 | Sverige | MV  | David Olsson (Återvänder efter lån från Örgryte IS)    |
| 7  | Turkiet | A   | Deniz Hümmet (Återvänder efter lån från Örebro SK)     |
| 26 | Sverige | A   | Marokhy Ndione (Återvänder efter lån från Örgryte IS)  |
| -  | Sverige | F   | Mattias Özgun (Återvänder efter lån från Akropolis IF) |

| Nr | Land    | Pos | Namn                                                   |
| -- | ------- | --- | ------------------------------------------------------ |
| -  | Sverige | A   | Ahmed Qasem (från Motala AIF)                          |
| -  | Danmark | MF  | André Römer (från Randers)                             |
| -  | Sverige | A   | Jack Cooper Love (Uppflyttad från U19-laget)           |
| -  | Sverige | MF  | Kevin Holmén (Uppflyttad från U19-laget)               |
| -  | Sverige | MF  | Noah Söderberg (Uppflyttad från U19-laget)             |
| -  | Sverige | F   | Oliver Zandén (Uppflyttad från U19-laget)              |
| 30 | Sverige | MV  | David Olsson (Återvänder efter lån från Örgryte IS)    |
| 7  | Turkiet | A   | Deniz Hümmet (Återvänder efter lån från Örebro SK)     |
| 26 | Sverige | A   | Marokhy Ndione (Återvänder efter lån från Örgryte IS)  |
| -  | Sverige | F   | Mattias Özgun (Återvänder efter lån från Akropolis IF) |

| Nr | Land    | Pos | Namn                                         |
| -- | ------- | --- | -------------------------------------------- |
| 25 | Sverige | A   | Arian Kabashi (till Dalkurd FF)              |
| 22 | Sverige | MF  | Rasmus Rosenqvist (till Hestrafors IF)       |
| 13 | Sverige | F   | Rami Kaib (till Heerenveen)                  |
| 33 | Norge   | MF  | Sivert Heltne Nilsen (till Waasland-Beveren) |
| 5  | Sverige | F   | Gustav Henriksson (till Wolfsberger)         |

| Nr | Land    | Pos | Namn                                         |
| -- | ------- | --- | -------------------------------------------- |
| 25 | Sverige | A   | Arian Kabashi (till Dalkurd FF)              |
| 22 | Sverige | MF  | Rasmus Rosenqvist (till Hestrafors IF)       |
| 13 | Sverige | F   | Rami Kaib (till Heerenveen)                  |
| 33 | Norge   | MF  | Sivert Heltne Nilsen (till Waasland-Beveren) |
| 5  | Sverige | F   | Gustav Henriksson (till Wolfsberger)         |

#### Sommarövergångar 2021
| Nr | Land | Pos | Namn |
| -- | ---- | --- | ---- |

| Nr | Land | Pos | Namn |
| -- | ---- | --- | ---- |

| Nr | Land | Pos | Namn |
| -- | ---- | --- | ---- |

| Nr | Land | Pos | Namn |
| -- | ---- | --- | ---- |

### IFK Göteborg

#### Vinterövergångar 2020/2021
| Nr | Land    | Pos | Namn                                 |
| -- | ------- | --- | ------------------------------------ |
| -  | Sverige | F   | Carl Johansson (från Falkenbergs FF) |
| -  | Sverige | MV  | Ole Söderberg (från Kalmar FF)       |
| -  | Island  | A   | Kolbeinn Sigthorsson (från AIK)      |
| -  | Sverige | MF  | Kevin Yakob (från BK Häcken)         |
| -  | Sverige | MF  | Gustaf Norlin (från Varbergs BoIS)   |

| Nr | Land    | Pos | Namn                                 |
| -- | ------- | --- | ------------------------------------ |
| -  | Sverige | F   | Carl Johansson (från Falkenbergs FF) |
| -  | Sverige | MV  | Ole Söderberg (från Kalmar FF)       |
| -  | Island  | A   | Kolbeinn Sigthorsson (från AIK)      |
| -  | Sverige | MF  | Kevin Yakob (från BK Häcken)         |
| -  | Sverige | MF  | Gustaf Norlin (från Varbergs BoIS)   |

| Nr | Land     | Pos | Namn                                 |
| -- | -------- | --- | ------------------------------------ |
| 17 | Sverige  | MF  | Alexander Farnerud (Klubb ej klar)   |
| 16 | Sverige  | A   | Sargon Abraham (till Degerfors IF)   |
| 26 | Armenien | F   | André Calisir (till Apollon Smyrnis) |
| 11 | Sverige  | MF  | Amin Affane (Klubb ej klar)          |
| 4  | Sverige  | F   | Kristopher Da Graca (till VVV-Venlo) |
| 14 | Sverige  | A   | Christian Kouakou (till IK Sirius)   |
| 31 | Sverige  | MV  | Tom Amos (Utlånad till Utsiktens BK) |
| -  | Sverige  | MF  | Adil Titi (Utlånad till IK Brage)    |
| 23 | Sverige  | F   | Emil Holm (till Sönderjyske)         |

| Nr | Land     | Pos | Namn                                 |
| -- | -------- | --- | ------------------------------------ |
| 17 | Sverige  | MF  | Alexander Farnerud (Klubb ej klar)   |
| 16 | Sverige  | A   | Sargon Abraham (till Degerfors IF)   |
| 26 | Armenien | F   | André Calisir (till Apollon Smyrnis) |
| 11 | Sverige  | MF  | Amin Affane (Klubb ej klar)          |
| 4  | Sverige  | F   | Kristopher Da Graca (till VVV-Venlo) |
| 14 | Sverige  | A   | Christian Kouakou (till IK Sirius)   |
| 31 | Sverige  | MV  | Tom Amos (Utlånad till Utsiktens BK) |
| -  | Sverige  | MF  | Adil Titi (Utlånad till IK Brage)    |
| 23 | Sverige  | F   | Emil Holm (till Sönderjyske)         |

#### Sommarövergångar 2021
| Nr | Land | Pos | Namn |
| -- | ---- | --- | ---- |

| Nr | Land | Pos | Namn |
| -- | ---- | --- | ---- |

| Nr | Land    | Pos | Namn                           |
| -- | ------- | --- | ------------------------------ |
| 2  | Sverige | F   | Jesper Tolinsson (till Lommel) |

| Nr | Land    | Pos | Namn                           |
| -- | ------- | --- | ------------------------------ |
| 2  | Sverige | F   | Jesper Tolinsson (till Lommel) |

### IFK Norrköping

#### Vinterövergångar 2020/2021
| Nr | Land    | Pos | Namn                                                  |
| -- | ------- | --- | ----------------------------------------------------- |
| 1  | Sverige | MV  | Oscar Jansson (från Örebro SK)                        |
| 3  | Island  | F   | Finnur Tómas Pálmason (från KR Reykjavik)             |
| 9  | Nigeria | A   | Samuel Adegbenro (från Rosenborg)                     |
| 15 | Sverige | A   | Carl Björk (Återvänder efter lån från Trelleborgs FF) |

| Nr | Land    | Pos | Namn                                                  |
| -- | ------- | --- | ----------------------------------------------------- |
| 1  | Sverige | MV  | Oscar Jansson (från Örebro SK)                        |
| 3  | Island  | F   | Finnur Tómas Pálmason (från KR Reykjavik)             |
| 9  | Nigeria | A   | Samuel Adegbenro (från Rosenborg)                     |
| 15 | Sverige | A   | Carl Björk (Återvänder efter lån från Trelleborgs FF) |

| Nr | Land    | Pos | Namn                                        |
| -- | ------- | --- | ------------------------------------------- |
| 1  | Sverige | MV  | Isak Pettersson (till Toulouse)             |
| 25 | Sverige | F   | Filip Dagerstål (till Chimki)               |
| 23 | Sverige | MF  | Andreas Blomqvist (till Mjällby AIF)        |
| 21 | Sverige | MF  | Simon Thern (Klubb ej klar)                 |
| 8  | Sverige | A   | Linus Hallenius (till GIF Sundsvall)        |
| 6  | Sverige | MF  | Eric Smith (Återvänder efter lån till Gent) |

| Nr | Land    | Pos | Namn                                        |
| -- | ------- | --- | ------------------------------------------- |
| 1  | Sverige | MV  | Isak Pettersson (till Toulouse)             |
| 25 | Sverige | F   | Filip Dagerstål (till Chimki)               |
| 23 | Sverige | MF  | Andreas Blomqvist (till Mjällby AIF)        |
| 21 | Sverige | MF  | Simon Thern (Klubb ej klar)                 |
| 8  | Sverige | A   | Linus Hallenius (till GIF Sundsvall)        |
| 6  | Sverige | MF  | Eric Smith (Återvänder efter lån till Gent) |

#### Sommarövergångar 2021
| Nr | Land    | Pos | Namn                     |
| -- | ------- | --- | ------------------------ |
| -  | Danmark | F   | Marco Lund (från Odense) |

| Nr | Land    | Pos | Namn                     |
| -- | ------- | --- | ------------------------ |
| -  | Danmark | F   | Marco Lund (från Odense) |

| Nr | Land | Pos | Namn |
| -- | ---- | --- | ---- |

| Nr | Land | Pos | Namn |
| -- | ---- | --- | ---- |

### IK Sirius

#### Vinterövergångar 2020/2021
| Nr | Land           | Pos | Namn                                                     |
| -- | -------------- | --- | -------------------------------------------------------- |
|    | Sverige        | A   | Ekin Bulut (från Vasalunds IF)                           |
|    | Sverige        | MF  | Jacob Ortmark (från Degerfors IF)                        |
|    | Sverige        | F   | Patrick Nwadike (från Landskrona BoIS)                   |
|    | Danmark        | MF  | Marcus Mathisen (från Falkenbergs FF)                    |
|    | Nordmakedonien | MV  | David Mitov Nilsson (från Sarpsborg)                     |
|    | Sverige        | A   | Christian Kouakou (från IFK Göteborg)                    |
| 4  | Gambia         | F   | Kebba Ceesay (Återvänder efter lån från Helsingborgs IF) |

| Nr | Land           | Pos | Namn                                                     |
| -- | -------------- | --- | -------------------------------------------------------- |
|    | Sverige        | A   | Ekin Bulut (från Vasalunds IF)                           |
|    | Sverige        | MF  | Jacob Ortmark (från Degerfors IF)                        |
|    | Sverige        | F   | Patrick Nwadike (från Landskrona BoIS)                   |
|    | Danmark        | MF  | Marcus Mathisen (från Falkenbergs FF)                    |
|    | Nordmakedonien | MV  | David Mitov Nilsson (från Sarpsborg)                     |
|    | Sverige        | A   | Christian Kouakou (från IFK Göteborg)                    |
| 4  | Gambia         | F   | Kebba Ceesay (Återvänder efter lån från Helsingborgs IF) |

| Nr | Land    | Pos | Namn                                                  |
| -- | ------- | --- | ----------------------------------------------------- |
| 9  | Sverige | A   | Jonas Lindberg (Klubb ej klar)                        |
| 11 | Sverige | MF  | André Österholm (Klubb ej klar)                       |
| 5  | Sverige | F   | Daniel Jarl (Klubb ej klar)                           |
| 7  | Sverige | MF  | Niklas Thor (Klubb ej klar)                           |
| 10 | Sverige | MF  | Elias Andersson (till Djurgårdens IF)                 |
| 30 | Kanada  | MV  | Jonathan Viscosi (till Dalkurd FF)                    |
| 22 | Sverige | MF  | Stefano Vecchia Holmquist (till Rosenborg)            |
| 6  | Sverige | F   | Hjalmar Ekdal (Återvänder efter lån till Hammarby IF) |

| Nr | Land    | Pos | Namn                                                  |
| -- | ------- | --- | ----------------------------------------------------- |
| 9  | Sverige | A   | Jonas Lindberg (Klubb ej klar)                        |
| 11 | Sverige | MF  | André Österholm (Klubb ej klar)                       |
| 5  | Sverige | F   | Daniel Jarl (Klubb ej klar)                           |
| 7  | Sverige | MF  | Niklas Thor (Klubb ej klar)                           |
| 10 | Sverige | MF  | Elias Andersson (till Djurgårdens IF)                 |
| 30 | Kanada  | MV  | Jonathan Viscosi (till Dalkurd FF)                    |
| 22 | Sverige | MF  | Stefano Vecchia Holmquist (till Rosenborg)            |
| 6  | Sverige | F   | Hjalmar Ekdal (Återvänder efter lån till Hammarby IF) |

#### Sommarövergångar 2021
| Nr | Land | Pos | Namn |
| -- | ---- | --- | ---- |

| Nr | Land | Pos | Namn |
| -- | ---- | --- | ---- |

| Nr | Land | Pos | Namn |
| -- | ---- | --- | ---- |

| Nr | Land | Pos | Namn |
| -- | ---- | --- | ---- |

### Kalmar FF

#### Vinterövergångar 2020/2021
| Nr | Land    | Pos | Namn                                        |
| -- | ------- | --- | ------------------------------------------- |
| -  | Sverige | F   | Rasmus Sjöstedt (från Panetolikos)          |
| -  | Sverige | MF  | Noah Shamoun (från Assyriska Turabdin IK)   |
| -  | Norge   | MF  | Oliver Berg (från GIF Sundsvall)            |
| -  | Sverige | F   | Lukas Rhöse (från IF Karlstad)              |
| -  | Sverige | A   | Alex Mortensen (Uppflyttad från U19-laget)  |
| -  | Sverige | MF  | Anton Ekeroth (Uppflyttad från U19-laget)   |
| -  | Sverige | F   | Elias Olsson (Uppflyttad från U19-laget)    |
| -  | Sverige | F   | Hampus Svensson (Uppflyttad från U19-laget) |

| Nr | Land    | Pos | Namn                                        |
| -- | ------- | --- | ------------------------------------------- |
| -  | Sverige | F   | Rasmus Sjöstedt (från Panetolikos)          |
| -  | Sverige | MF  | Noah Shamoun (från Assyriska Turabdin IK)   |
| -  | Norge   | MF  | Oliver Berg (från GIF Sundsvall)            |
| -  | Sverige | F   | Lukas Rhöse (från IF Karlstad)              |
| -  | Sverige | A   | Alex Mortensen (Uppflyttad från U19-laget)  |
| -  | Sverige | MF  | Anton Ekeroth (Uppflyttad från U19-laget)   |
| -  | Sverige | F   | Elias Olsson (Uppflyttad från U19-laget)    |
| -  | Sverige | F   | Hampus Svensson (Uppflyttad från U19-laget) |

| Nr | Land       | Pos | Namn                                                  |
| -- | ---------- | --- | ----------------------------------------------------- |
| 23 | Sverige    | F   | Viktor Elm (Avslutat karriären)                       |
| 17 | Nigeria    | F   | Gbenga Arokoyo (Klubb ej klar)                        |
| 25 | Brasilien  | MF  | Jajá (Klubb ej klar)                                  |
| 9  | Norge      | A   | Geir André Herrem (Klubb ej klar)                     |
| 26 | Sverige    | F   | Olle Lindqvist (till Oskarshamns AIK)                 |
| 14 | Sverige    | MF  | Adrian Edqvist (Klubb ej klar)                        |
| -  | Sverige    | MF  | Anton Ekeroth (Utlånad till Oskarshamns AIK)          |
| -  | Sverige    | F   | Hampus Svensson (Utlånad till Oskarshamns AIK)        |
| 12 | Sverige    | F   | Malte Persson (Utlånad till Oskarshamns AIK)          |
| 93 | Brasilien  | MF  | Rafinha (Klubb ej klar)                               |
| 1  | Sverige    | MV  | Ole Söderberg (till IFK Göteborg)                     |
| 22 | Sverige    | A   | Alexander Ahl Holmström (till AFC Eskilstuna)         |
| 16 | Sverige    | MF  | York Rafael (till AFC Eskilstuna)                     |
| 24 | Costa Rica | A   | Mayron George (Återvänder efter lån till Midtjylland) |

| Nr | Land       | Pos | Namn                                                  |
| -- | ---------- | --- | ----------------------------------------------------- |
| 23 | Sverige    | F   | Viktor Elm (Avslutat karriären)                       |
| 17 | Nigeria    | F   | Gbenga Arokoyo (Klubb ej klar)                        |
| 25 | Brasilien  | MF  | Jajá (Klubb ej klar)                                  |
| 9  | Norge      | A   | Geir André Herrem (Klubb ej klar)                     |
| 26 | Sverige    | F   | Olle Lindqvist (till Oskarshamns AIK)                 |
| 14 | Sverige    | MF  | Adrian Edqvist (Klubb ej klar)                        |
| -  | Sverige    | MF  | Anton Ekeroth (Utlånad till Oskarshamns AIK)          |
| -  | Sverige    | F   | Hampus Svensson (Utlånad till Oskarshamns AIK)        |
| 12 | Sverige    | F   | Malte Persson (Utlånad till Oskarshamns AIK)          |
| 93 | Brasilien  | MF  | Rafinha (Klubb ej klar)                               |
| 1  | Sverige    | MV  | Ole Söderberg (till IFK Göteborg)                     |
| 22 | Sverige    | A   | Alexander Ahl Holmström (till AFC Eskilstuna)         |
| 16 | Sverige    | MF  | York Rafael (till AFC Eskilstuna)                     |
| 24 | Costa Rica | A   | Mayron George (Återvänder efter lån till Midtjylland) |

#### Sommarövergångar 2021
| Nr | Land | Pos | Namn |
| -- | ---- | --- | ---- |

| Nr | Land | Pos | Namn |
| -- | ---- | --- | ---- |

| Nr | Land | Pos | Namn |
| -- | ---- | --- | ---- |

| Nr | Land | Pos | Namn |
| -- | ---- | --- | ---- |

### Malmö FF

#### Vinterövergångar 2020/2021
| Nr | Land    | Pos | Namn                                                        |
| -- | ------- | --- | ----------------------------------------------------------- |
| -  | Sverige | MF  | David Edvardsson (Uppflyttad från U19-laget)                |
| -  | Sverige | MV  | Melker Ellborg (Uppflyttad från U19-laget)                  |
| -  | Sverige | MF  | Mubaarak Nuh (Uppflyttad från U19-laget)                    |
| -  | Sverige | F   | Noah Eile (Uppflyttad från U19-laget)                       |
| 23 | Sverige | A   | Marcus Antonsson (Återvänder efter lån från Stabaek)        |
| 36 | Kosovo  | MF  | Patriot Sejdiu (Återvänder efter lån från Dalkurd FF)       |
| 32 | Sverige | F   | Pavle Vagic (Återvänder efter lån från Jönköpings Södra IF) |
| 18 | USA     | MF  | Romain Gall (Återvänder efter lån från Örebro SK)           |
| -  | Sverige | A   | Sebastian Nanasi (Återvänder efter lån från Varbergs BoIS)  |

| Nr | Land    | Pos | Namn                                                        |
| -- | ------- | --- | ----------------------------------------------------------- |
| -  | Sverige | MF  | David Edvardsson (Uppflyttad från U19-laget)                |
| -  | Sverige | MV  | Melker Ellborg (Uppflyttad från U19-laget)                  |
| -  | Sverige | MF  | Mubaarak Nuh (Uppflyttad från U19-laget)                    |
| -  | Sverige | F   | Noah Eile (Uppflyttad från U19-laget)                       |
| 23 | Sverige | A   | Marcus Antonsson (Återvänder efter lån från Stabaek)        |
| 36 | Kosovo  | MF  | Patriot Sejdiu (Återvänder efter lån från Dalkurd FF)       |
| 32 | Sverige | F   | Pavle Vagic (Återvänder efter lån från Jönköpings Södra IF) |
| 18 | USA     | MF  | Romain Gall (Återvänder efter lån från Örebro SK)           |
| -  | Sverige | A   | Sebastian Nanasi (Återvänder efter lån från Varbergs BoIS)  |

| Nr | Land     | Pos | Namn                                                      |
| -- | -------- | --- | --------------------------------------------------------- |
| 4  | Sverige  | F   | Behrang Safari (till Lunds SK)                            |
| 1  | Tjeckien | MV  | Dušan Melichárek (Klubb ej klar)                          |
| 35 | Sverige  | MF  | Samuel Adrian (Utlånad till Falkenbergs FF)               |
| 38 | Sverige  | F   | Linus Borgström (Utlånad till Falkenbergs FF)             |
| 7  | Sverige  | A   | Isaac Kiese Thelin (Återvänder efter lån till Anderlecht) |

| Nr | Land     | Pos | Namn                                                      |
| -- | -------- | --- | --------------------------------------------------------- |
| 4  | Sverige  | F   | Behrang Safari (till Lunds SK)                            |
| 1  | Tjeckien | MV  | Dušan Melichárek (Klubb ej klar)                          |
| 35 | Sverige  | MF  | Samuel Adrian (Utlånad till Falkenbergs FF)               |
| 38 | Sverige  | F   | Linus Borgström (Utlånad till Falkenbergs FF)             |
| 7  | Sverige  | A   | Isaac Kiese Thelin (Återvänder efter lån till Anderlecht) |

#### Sommarövergångar 2021
| Nr | Land | Pos | Namn |
| -- | ---- | --- | ---- |

| Nr | Land | Pos | Namn |
| -- | ---- | --- | ---- |

| Nr | Land | Pos | Namn |
| -- | ---- | --- | ---- |

| Nr | Land | Pos | Namn |
| -- | ---- | --- | ---- |

### Mjällby AIF

#### Vinterövergångar 2020/2021
| Nr | Land    | Pos | Namn                                                     |
| -- | ------- | --- | -------------------------------------------------------- |
| -  | Sverige | MF  | Herman Johansson (från Sandvikens IF)                    |
| -  | Sverige | MF  | Ludvig Carlius (från Helsingborgs IF)                    |
| -  | Sverige | MV  | Samuel Brolin (Inlånad från AIK)                         |
| -  | Sverige | MF  | Andreas Blomqvist (från IFK Norrköping)                  |
| -  | Sverige | MV  | Pontus Zvar (från Kalmar FF)                             |
| -  | Schweiz | A   | Neftali Manzambi (Inlånad från Sporting Gijón)           |
| -  | Gambia  | MF  | Bubacarr Jobe (Återvänder efter lån från Örgryte IS)     |
| 30 | Sverige | MV  | Max Rundqvist (Återvänder efter lån från Nosaby IF)      |
| -  | Sverige | F   | Pontus Jonsson (Återvänder efter lån från FK Karlskrona) |

| Nr | Land    | Pos | Namn                                                     |
| -- | ------- | --- | -------------------------------------------------------- |
| -  | Sverige | MF  | Herman Johansson (från Sandvikens IF)                    |
| -  | Sverige | MF  | Ludvig Carlius (från Helsingborgs IF)                    |
| -  | Sverige | MV  | Samuel Brolin (Inlånad från AIK)                         |
| -  | Sverige | MF  | Andreas Blomqvist (från IFK Norrköping)                  |
| -  | Sverige | MV  | Pontus Zvar (från Kalmar FF)                             |
| -  | Schweiz | A   | Neftali Manzambi (Inlånad från Sporting Gijón)           |
| -  | Gambia  | MF  | Bubacarr Jobe (Återvänder efter lån från Örgryte IS)     |
| 30 | Sverige | MV  | Max Rundqvist (Återvänder efter lån från Nosaby IF)      |
| -  | Sverige | F   | Pontus Jonsson (Återvänder efter lån från FK Karlskrona) |

| Nr | Land      | Pos | Namn                                             |
| -- | --------- | --- | ------------------------------------------------ |
| 3  | Sverige   | F   | Amer Eriksson Ibragic (Klubb ej klar)            |
| 11 | Danmark   | MF  | Martin Spelmann (Klubb ej klar)                  |
| 90 | Nigeria   | A   | Moses Ogbu (Klubb ej klar)                       |
| 17 | Jordanien | F   | Jonathan Tamimi (Klubb ej klar)                  |
| 31 | Spanien   | MF  | David Batanero (till Ibiza)                      |
| -  | Sverige   | A   | Omar Dampha (till Kristianstad FC)               |
| 2  | Sverige   | F   | Adi Terzic (Klubb ej klar)                       |
| 1  | Sverige   | MV  | Noel Törnqvist (Utlånad till AFC Eskilstuna)     |
| 32 | Sverige   | A   | Erik Pärsson (till Landskrona BoIS)              |
| 14 | Sverige   | MF  | Besard Sabovic (till Kayserispor)                |
| 23 | Sverige   | F   | Jesper Löfgren (Återvänder efter lån till Brann) |

| Nr | Land      | Pos | Namn                                             |
| -- | --------- | --- | ------------------------------------------------ |
| 3  | Sverige   | F   | Amer Eriksson Ibragic (Klubb ej klar)            |
| 11 | Danmark   | MF  | Martin Spelmann (Klubb ej klar)                  |
| 90 | Nigeria   | A   | Moses Ogbu (Klubb ej klar)                       |
| 17 | Jordanien | F   | Jonathan Tamimi (Klubb ej klar)                  |
| 31 | Spanien   | MF  | David Batanero (till Ibiza)                      |
| -  | Sverige   | A   | Omar Dampha (till Kristianstad FC)               |
| 2  | Sverige   | F   | Adi Terzic (Klubb ej klar)                       |
| 1  | Sverige   | MV  | Noel Törnqvist (Utlånad till AFC Eskilstuna)     |
| 32 | Sverige   | A   | Erik Pärsson (till Landskrona BoIS)              |
| 14 | Sverige   | MF  | Besard Sabovic (till Kayserispor)                |
| 23 | Sverige   | F   | Jesper Löfgren (Återvänder efter lån till Brann) |

#### Sommarövergångar 2021
| Nr | Land | Pos | Namn |
| -- | ---- | --- | ---- |

| Nr | Land | Pos | Namn |
| -- | ---- | --- | ---- |

| Nr | Land | Pos | Namn |
| -- | ---- | --- | ---- |

| Nr | Land | Pos | Namn |
| -- | ---- | --- | ---- |

### Varbergs BoIS

#### Vinterövergångar 2020/2021
| Nr | Land    | Pos | Namn                                                        |
| -- | ------- | --- | ----------------------------------------------------------- |
|    | Sverige | A   | Gustav Nordh (från Team TG FF)                              |
|    | Ghana   | F   | Gideon Mensah (från Nordsjälland)                           |
|    | Sverige | MF  | Albin Mörfelt (från IK Frej)                                |
|    | Sverige | A   | Simon Karlsson Adjei (från Assyriska Turabdin IK)           |
|    | Sverige | A   | Montader Madjed (från Östers IF)                            |
|    | Sverige | F   | Jakob Lindahl (från IF Sylvia)                              |
|    | Sverige | MV  | Philip Mårtensson (från Trelleborgs FF)                     |
|    | Sverige | MF  | Victor Karlsson (från Onsala BK)                            |
|    | Sverige | F   | Oliver Stanisic (från Örgryte IS)                           |
|    | Sverige | F   | Noah Johansson (Uppflyttad från U19-laget)                  |
|    | Sverige | MF  | Oliver Alfonsi (Uppflyttad från U19-laget)                  |
| 16 | Sverige | A   | Alexander Johansson (Återvänder efter lån från Sandnes Ulf) |

| Nr | Land    | Pos | Namn                                                        |
| -- | ------- | --- | ----------------------------------------------------------- |
|    | Sverige | A   | Gustav Nordh (från Team TG FF)                              |
|    | Ghana   | F   | Gideon Mensah (från Nordsjälland)                           |
|    | Sverige | MF  | Albin Mörfelt (från IK Frej)                                |
|    | Sverige | A   | Simon Karlsson Adjei (från Assyriska Turabdin IK)           |
|    | Sverige | A   | Montader Madjed (från Östers IF)                            |
|    | Sverige | F   | Jakob Lindahl (från IF Sylvia)                              |
|    | Sverige | MV  | Philip Mårtensson (från Trelleborgs FF)                     |
|    | Sverige | MF  | Victor Karlsson (från Onsala BK)                            |
|    | Sverige | F   | Oliver Stanisic (från Örgryte IS)                           |
|    | Sverige | F   | Noah Johansson (Uppflyttad från U19-laget)                  |
|    | Sverige | MF  | Oliver Alfonsi (Uppflyttad från U19-laget)                  |
| 16 | Sverige | A   | Alexander Johansson (Återvänder efter lån från Sandnes Ulf) |

| Nr | Land    | Pos | Namn                                                  |
| -- | ------- | --- | ----------------------------------------------------- |
| 4  | Sverige | F   | Jesper Modig (till Trelleborgs FF)                    |
| 17 | Sverige | A   | Axel Pettersson (till IK Oddevold)                    |
| -  | Sverige | F   | Philip Ljung (till Torns IF)                          |
| 8  | Sverige | MF  | Albert Ejupi (Klubb ej klar)                          |
| 89 | Sverige | A   | Junes Barny (Klubb ej klar)                           |
| 25 | Sverige | A   | Alibek Aliev (Klubb ej klar)                          |
| 9  | Sverige | A   | Astrit Selmani (till Hammarby IF)                     |
| 33 | Sverige | MV  | Albin Svensson (Klubb ej klar)                        |
| 24 | Sverige | F   | Hampus Danielsson (till Ullareds IK)                  |
| -  | Sverige | F   | Sebastian Möller (Avslutat karriären)                 |
| 15 | Sverige | MF  | Edwin Condrup (till Lunds BK)                         |
| 10 | Nigeria | MF  | Monday Samuel (Klubb ej klar)                         |
| 28 | Kosovo  | MF  | Erion Sadiku (till Genoa)                             |
| 19 | Sverige | MF  | Gustaf Norlin (till IFK Göteborg)                     |
| 5  | Sverige | MF  | Robin Book (Återvänder efter lån till Örebro SK)      |
| 26 | Sverige | A   | Sebastian Nanasi (Återvänder efter lån till Malmö FF) |

| Nr | Land    | Pos | Namn                                                  |
| -- | ------- | --- | ----------------------------------------------------- |
| 4  | Sverige | F   | Jesper Modig (till Trelleborgs FF)                    |
| 17 | Sverige | A   | Axel Pettersson (till IK Oddevold)                    |
| -  | Sverige | F   | Philip Ljung (till Torns IF)                          |
| 8  | Sverige | MF  | Albert Ejupi (Klubb ej klar)                          |
| 89 | Sverige | A   | Junes Barny (Klubb ej klar)                           |
| 25 | Sverige | A   | Alibek Aliev (Klubb ej klar)                          |
| 9  | Sverige | A   | Astrit Selmani (till Hammarby IF)                     |
| 33 | Sverige | MV  | Albin Svensson (Klubb ej klar)                        |
| 24 | Sverige | F   | Hampus Danielsson (till Ullareds IK)                  |
| -  | Sverige | F   | Sebastian Möller (Avslutat karriären)                 |
| 15 | Sverige | MF  | Edwin Condrup (till Lunds BK)                         |
| 10 | Nigeria | MF  | Monday Samuel (Klubb ej klar)                         |
| 28 | Kosovo  | MF  | Erion Sadiku (till Genoa)                             |
| 19 | Sverige | MF  | Gustaf Norlin (till IFK Göteborg)                     |
| 5  | Sverige | MF  | Robin Book (Återvänder efter lån till Örebro SK)      |
| 26 | Sverige | A   | Sebastian Nanasi (Återvänder efter lån till Malmö FF) |

#### Sommarövergångar 2021
| Nr | Land | Pos | Namn |
| -- | ---- | --- | ---- |

| Nr | Land | Pos | Namn |
| -- | ---- | --- | ---- |

| Nr | Land | Pos | Namn |
| -- | ---- | --- | ---- |

| Nr | Land | Pos | Namn |
| -- | ---- | --- | ---- |

### Örebro SK

#### Vinterövergångar 2020/2021
| Nr | Land      | Pos | Namn                                                  |
| -- | --------- | --- | ----------------------------------------------------- |
| -  | Frankrike | MV  | Bobby Allain (från Olympiakos)                        |
| -  | Sverige   | MV  | Mergim Krasniqi (från Norrby IF)                      |
| -  | Sverige   | MF  | Kevin Walker (från Djurgårdens IF)                    |
| -  | Sverige   | MF  | Noel Milleskog (Uppflyttad från U19-laget)            |
| 11 | Kosovo    | MF  | Alfred Ajdarevic (Återvänder efter lån från IK Frej)  |
| 4  | Sverige   | F   | Arvid Brorsson (Återvänder efter lån från Örgryte IS) |
| 5  | Brasilien | F   | Fabio Sousa (Återvänder efter lån från Vasalunds IF)  |
| 20 | Sverige   | MF  | Robin Book (Återvänder efter lån från Varbergs BoIS)  |

| Nr | Land      | Pos | Namn                                                  |
| -- | --------- | --- | ----------------------------------------------------- |
| -  | Frankrike | MV  | Bobby Allain (från Olympiakos)                        |
| -  | Sverige   | MV  | Mergim Krasniqi (från Norrby IF)                      |
| -  | Sverige   | MF  | Kevin Walker (från Djurgårdens IF)                    |
| -  | Sverige   | MF  | Noel Milleskog (Uppflyttad från U19-laget)            |
| 11 | Kosovo    | MF  | Alfred Ajdarevic (Återvänder efter lån från IK Frej)  |
| 4  | Sverige   | F   | Arvid Brorsson (Återvänder efter lån från Örgryte IS) |
| 5  | Brasilien | F   | Fabio Sousa (Återvänder efter lån från Vasalunds IF)  |
| 20 | Sverige   | MF  | Robin Book (Återvänder efter lån från Varbergs BoIS)  |

| Nr | Land    | Pos | Namn                                                     |
| -- | ------- | --- | -------------------------------------------------------- |
| 1  | Sverige | MV  | Oscar Jansson (till IFK Norrköping)                      |
| 23 | Sverige | F   | Daniel Björkman (Klubb ej klar)                          |
| 21 | Syrien  | MF  | Simon Amin (till Trelleborgs FF)                         |
| 30 | USA     | MV  | Jake McGuire (Klubb ej klar)                             |
| 22 | Finland | F   | Albin Granlund (till Stal Mielec)                        |
| -  | Sverige | MV  | Simon Gustafsson (Klubb ej klar)                         |
| -  | Sverige | A   | Nadir Ayeva (till Örebro Syrianska IF)                   |
| 19 | Sverige | MF  | Nahir Besara (till Hatta Club)                           |
| 27 | Danmark | F   | Andreas Skovgaard (Återvänder efter lån till Heerenveen) |
| 99 | Turkiet | A   | Deniz Hümmet (Återvänder efter lån till IF Elfsborg)     |
| 28 | USA     | MF  | Romain Gall (Återvänder efter lån till Malmö FF)         |

| Nr | Land    | Pos | Namn                                                     |
| -- | ------- | --- | -------------------------------------------------------- |
| 1  | Sverige | MV  | Oscar Jansson (till IFK Norrköping)                      |
| 23 | Sverige | F   | Daniel Björkman (Klubb ej klar)                          |
| 21 | Syrien  | MF  | Simon Amin (till Trelleborgs FF)                         |
| 30 | USA     | MV  | Jake McGuire (Klubb ej klar)                             |
| 22 | Finland | F   | Albin Granlund (till Stal Mielec)                        |
| -  | Sverige | MV  | Simon Gustafsson (Klubb ej klar)                         |
| -  | Sverige | A   | Nadir Ayeva (till Örebro Syrianska IF)                   |
| 19 | Sverige | MF  | Nahir Besara (till Hatta Club)                           |
| 27 | Danmark | F   | Andreas Skovgaard (Återvänder efter lån till Heerenveen) |
| 99 | Turkiet | A   | Deniz Hümmet (Återvänder efter lån till IF Elfsborg)     |
| 28 | USA     | MF  | Romain Gall (Återvänder efter lån till Malmö FF)         |

#### Sommarövergångar 2021
| Nr | Land | Pos | Namn |
| -- | ---- | --- | ---- |

| Nr | Land | Pos | Namn |
| -- | ---- | --- | ---- |

| Nr | Land | Pos | Namn |
| -- | ---- | --- | ---- |

| Nr | Land | Pos | Namn |
| -- | ---- | --- | ---- |

### Östersunds FK

#### Vinterövergångar 2020/2021
| Nr | Land    | Pos | Namn                                                              |
| -- | ------- | --- | ----------------------------------------------------------------- |
| 35 | Sverige | MF  | Isac Häggman (Återvänder efter lån från IFK Östersund)            |
| 32 | Ghana   | F   | Patrick Kpozo (Återvänder efter lån från IFK Luleå)               |
| 34 | Sverige | MF  | Pontus Kindberg (Återvänder efter lån från Stöde IF)              |
| 36 | Sverige | MF  | Robin Wikberg (Återvänder efter lån från IFK Östersund)           |
| -  | Sverige | MF  | Sebastian Karlsson Grach (Återvänder efter lån från FC Djursholm) |

| Nr | Land    | Pos | Namn                                                              |
| -- | ------- | --- | ----------------------------------------------------------------- |
| 35 | Sverige | MF  | Isac Häggman (Återvänder efter lån från IFK Östersund)            |
| 32 | Ghana   | F   | Patrick Kpozo (Återvänder efter lån från IFK Luleå)               |
| 34 | Sverige | MF  | Pontus Kindberg (Återvänder efter lån från Stöde IF)              |
| 36 | Sverige | MF  | Robin Wikberg (Återvänder efter lån från IFK Östersund)           |
| -  | Sverige | MF  | Sebastian Karlsson Grach (Återvänder efter lån från FC Djursholm) |

| Nr | Land    | Pos | Namn                                      |
| -- | ------- | --- | ----------------------------------------- |
| 99 | Finland | MF  | Bakr Abdellaoui (Klubb ej klar)           |
| 30 | England | MV  | Andrew Mills (Klubb ej klar)              |
| 15 | England | MF  | Alex Purver (Klubb ej klar)               |
| 4  | Sverige | F   | Thomas Poppler Isherwood (till Darmstadt) |
| 6  | Sverige | F   | Adnan Catic (Klubb ej klar)               |

| Nr | Land    | Pos | Namn                                      |
| -- | ------- | --- | ----------------------------------------- |
| 99 | Finland | MF  | Bakr Abdellaoui (Klubb ej klar)           |
| 30 | England | MV  | Andrew Mills (Klubb ej klar)              |
| 15 | England | MF  | Alex Purver (Klubb ej klar)               |
| 4  | Sverige | F   | Thomas Poppler Isherwood (till Darmstadt) |
| 6  | Sverige | F   | Adnan Catic (Klubb ej klar)               |

#### Sommarövergångar 2021
| Nr | Land | Pos | Namn |
| -- | ---- | --- | ---- |

| Nr | Land | Pos | Namn |
| -- | ---- | --- | ---- |

| Nr | Land | Pos | Namn |
| -- | ---- | --- | ---- |

| Nr | Land | Pos | Namn |
| -- | ---- | --- | ---- |

## Superettan
Se Lista över fotbollsövergångar i Superettan 2021.